# Чемпионат Европы по спортивному ориентированию
Чемпионат Европы по спортивному ориентированию (англ. European Orienteering Championships) — соревнования, организованные международной федерацией спортивного ориентирования (ИОФ) для выявления сильнейших спортсменов-ориентировщиков.

## Формат
Текущий формат чемпионатов Европы состоит из следующих дисциплин: спринт, средняя дистанция (Middle), длинная дистанция (Long) и эстафета трёх участников. Соревнования проводятся отдельно для мужчин и для женщин, возрастные ограничения отсутствуют. В чемпионате могут принимать участие только федерации, являющиеся членами международной федерации спортивного ориентирования, которые рассматриваются международном олимпийским комитетом, как страны европейского континента. Спортсмены не европейских стран, например США, могут принимать участие в чемпионате Европы, но вне общего зачёта.
Спринт, средняя и длинные дистанции состоят и двух частей — квалификации и финала. Все спортсмены жребием разбиваются на три забега (три дистанции со схожими параметрами: длина, количество кп, набор высоты). Первые 15-17 спортсменов из каждого квалификационного забега выходят в финал А, остальные — в финал Б. Звание чемпиона Европы присуждаются победителю финала А. В спринте финал и квалификация могут проводятся как в разные, так в один и тот же день. Квалификация и финал для средней и длинной дистанций разносятся по разным дням, чтобы дать возможность спортсменам восстановится.
Каждая страна в любой дисциплине может выставить не более 6 спортсменов, не считая действующего чемпиона Европы. Например, если чемпионат Европы в спринте выиграла спортсменка из Швейцарии, то на следующий чемпионат Европы Швейцария может выставить в женском спринте 6 человек плюс чемпионку последнего чемпионата. В эстафете каждая сборная может выставить две команды по три человека в каждой, но в зачёт идёт только результат команды, занявшей более высокое место. Неполные или смешанные команды к участию в эстафете не допускаются.

## История
| Год  | Дата проведения  | Место проведения            |
| ---- | ---------------- | --------------------------- |
| 1962 | 22-23 сентября   | Норвегия, Лётен             |
| 1964 | 26-27 сентября   | Швейцария, Ле-Брасю         |
| 2000 | 30 июня — 4 июля | Украина, Трускавец          |
| 2002 | 25-30 сентября   | Венгрия, Шюмег              |
| 2004 | 10-17 июля       | Дания, Роскилле             |
| 2006 | 7-14 мая         | Эстония, Отепя              |
| 2008 | 25 мая — 1 июня  | Латвия, Вентспилс           |
| 2010 | 27 мая — 6 июня  | Болгария, Приморско         |
| 2012 | 14-20 мая        | Швеция, Фалун / Мура / Орса |
| 2014 | 9—16 апреля      | Португалия, Палмела         |
| 2016 | 25–31 мая        | Чехия, Есеник               |
| 2018 | 5–12 мая         | Швейцария, Кадемпино        |

После того как в 1961 году на Конгрессе в Копенгагене была организована Международная Федерация Спортивного Ориентирования (ИОФ), одной из главных её задач стала унификация требований к спортивным картам, в том числе к их масштабу, и систематизация условных топографических знаков. Поэтому одним из первых был создан комитет по подготовке единых международных правил соревнований. На следующем конгрессе ИОФ в 1963 году в Лейпциге был утверждён Устав Федерации, а комитет по подготовке правил преобразован в техническую комиссию.
Первым практическим шагом новой федерации стало проведение официальных международных соревнований. Первые официальные международные соревнования по спортивному ориентированию состоялись в сентябре 1962 года в Норвегии и имели статус Чемпионата Европы. На этот первый европейский чемпионат, который принимал небольшой норвежский городок Лётен (норв. Løten), съехались спортсмены из европейских стран, и в программе соревнования была всего одна дисциплина (называемая сейчас длинной, или классической дистанцией). Спортивные карты представляли собой чёрно-белые фотоотпечатки и имели масштаб 1: 25 000. Мужчины преодолевали дистанцию длиной в 16,5 километра с 13 контрольными пунктами, а женщины соревновались на дистанции в 7,5 км с 7 КП.
На втором Чемпионате Европы, который состоялся в 1964 году Швейцарском городке Ле-Брасю (фр. Le Brassus), в программу соревнований впервые была включена эстафета.
Чемпионаты Европы можно считать предшественниками чемпионатов мира. На третьем конгрессе ИОФ, который состоялся в Болгарии в 1965 году, было принято решение об переименовании чемпионата Европы в чемпионат мира, хотя в это время членами ИОФ были всего 11 стран и все они представляли европейский континент.
На чемпионате Европы 2012 года было заявлено 387 спортсменов из 33 стран.

## Индивидуальная/Классическая/Длинная

### Мужчины
| Год  | Золото           | Серебро          | Бронза           | Прим.                             |
| ---- | ---------------- | ---------------- | ---------------- | --------------------------------- |
| 1962 | Магне Люстад     | Бертиль Норман   | Сивар Нордстрём  | 16.5 км, 13 кп (individual event) |
| 1964 | Эркки Кохвакка   | Алекс Швагер     | Аймо Тепселль    | 15.0 км, 15 кп (individual event) |
| 2000 | Валентин Новиков | Мариан Давидик   | Бьёрнар Вальстад | 14.1 км, 22 кп                    |
| 2002 | Томас Бюрер      | Бьёрнар Вальстад | Эмиль Вингстедт  | 12.4 км, 23 кп                    |
| 2004 | Калле Далин      | Матс Хальдин     | Эмиль Вингстедт  | 14.5 км, 29 кп                    |
| 2006 | Яни Лаканен      | Даниэль Хубман   | Олле Кярнер      | 16.21 км, 33 кп                   |
| 2008 | Дмитрий Цветков  | Даниэль Хубман   | Эмиль Вингстедт  | 16.9 км, 33 кп                    |
| 2010 | Даниэль Хубман   | Филипп Адамски   | Фабиан Хертнер   | 17.3 км, 680 м, 30 кп             |
| 2012 | Олаф Лунданес    | Матиас Мерц      | Валентин Новиков | 15.4 км, 630 м, 33 кп             |
| 2014 | Даниэль Хубман   | Олаф Лунданес    | Фредрик Юханссон | параметры дистанции               |

### Женщины
| Год  | Золото                | Серебро             | Бронза           | Прим.                            |
| ---- | --------------------- | ------------------- | ---------------- | -------------------------------- |
| 1962 | Улла Линдквист        | Марит Экерн         | Эми Гауффин      | 7.5 км, 7 кп (individual event)  |
| 1964 | Маргрит Томмен        | Анна-Мария Вальстен | Улла Линдквист   | 8.1 км, 10 кп (individual event) |
| 2000 | Ханне Стафф           | Бригитта Вольф      | Иветт Бейкер     |                                  |
| 2002 | Симона Ниггли-Лудер   | Ханне Стафф         | Биргитта Хусебюэ | 6.7 км, 17 кп                    |
| 2004 | Симона Ниггли-Лудер   | Эмма Энгстранд      | Татьяна Рябкина  | 9.6 км, 21 кп                    |
| 2006 | Симона Ниггли         | Хели Юккола         | Минна Кауппи     | 10.93 км, 25 кп                  |
| 2008 | Анне Маргрете Хаускен | Татьяна Рябкина     | Эмма Энгстранд   | 11.0 км, 24 кп                   |
| 2010 | Симона Ниггли         | Дана Брожкова       | Хелена Янссон    | 11.1 км, 475 м, 26 кп            |
| 2012 | Симона Ниггли         | Татьяна Рябкина     | Минна Кауппи     | 9.7 км, 450 м, 24 кп             |
| 2014 | Judith Wyder          | Светлана Миронова   | Catherine Taylor | параметры дистанции              |

## Короткая / Средняя

### Мужчины
| Год  | Золото           | Серебро          | Бронза           | Прим.                |
| ---- | ---------------- | ---------------- | ---------------- | -------------------- |
| 2000 | Валентин Новиков | Юрий Омельченко  | Туре Сандвик     | 4,9 км, 15 кп        |
| 2002 | Михаил Мамлеев   | Юрий Омельченко  | Джейми Стивенсон | 5.2 км, 15 кп        |
| 2004 | Тьерри Жоржиу    | Яркко Хуовила    | Эмиль Вингстедт  | 6.4 км, 22 кп        |
| 2006 | Тьерри Жоржиу    | Мартиньш Сирмайс | Валентин Новиков | 6.7 км, 18 кп        |
| 2008 | Тьерри Жоржиу    | Мартиньш Сирмайс | Паси Иконен      | 6.7 км, 22 кп        |
| 2010 | Валентин Новиков | Матиас Мерц      | Даниэль Хубман   | 6.4 км, 260 м, 22 кп |
| 2012 | Олаф Лунданес    | Валентин Новиков | Карл Волер Кос   | 6.2 км, 310 м, 23 кп |
| 2014 | Даниэль Хубман   | Фабиан Хертнер   | Тьерри Жоржиу    | параметры дистанции  |

### Женщины
| Год  | Золото              | Серебро              | Бронза                  | Прим.                |
| ---- | ------------------- | -------------------- | ----------------------- | -------------------- |
| 2000 | Йенни Юханссон      | Симона Лудер         | Анна Гурницка-Антонович |                      |
| 2002 | Гунилла Сверд       | Бригитта Вольф       | Биргитта Хусебюэ        | 4.5 км, 13 кп        |
| 2004 | Ханне Стафф         | Дайнора Альшаускайте | Татьяна Рябкина         | 5.3 км, 21 кп        |
| 2006 | Минна Кауппи        | Марианне Андерсен    | Хели Юккола             | 5.679 км, 15 кп      |
| 2008 | Хели Юккола         | Мерья Рантанен       | Минна Кауппи            | 5.2 км, 16 кп        |
| 2010 | Симона Ниггли       | Сигне Сёэс           | Лена Элиассон           | 5.4 км, 210 м, 22 кп |
| 2012 | Симона Ниггли       | Минна Кауппи         | Татьяна Рябкина         | 5.2 км, 260 м, 18 кп |
| 2014 | Сигне Сёэс          | Майя Альм            | Туве Александерссон     | параметры дистанции  |
| 2018 | Туве Александерссон | Марика Тейни         | Симона Аберсольд        |                      |

## Спринт

### Мужчины
| Год  | Золото           | Серебро          | Бронза                       | Прим.               |
| ---- | ---------------- | ---------------- | ---------------------------- | ------------------- |
| 2002 | Эмиль Вингстедт  | Хокан Петтерссон | Юрий Омельченко              | 3.2 км, 10 кп       |
| 2004 | Эмиль Вингстедт  | Андрей Храмов    | Мортен Бустрём               | 3.0 км, 20 кп       |
| 2006 | Эмиль Вингстедт  | Джейми Стивенсон | Андрей Храмов                | 3.07 км, 17 кп      |
| 2008 | Эмиль Вингстедт  | Даниэль Хубман   | Андрей Храмов                | 3.3 км, 19 кп       |
| 2010 | Фабиан Хертнер   | Даниэль Хубман   | Эмиль Вингстедт              | 3.3 км, 24 кп       |
| 2012 | Юнас Леандерссон | Кирилл Николов   | Jerker Lysell Даниэль Хубман | 3.5 км, 50 м, 20 кп |
| 2014 | Юнас Леандерссон | Jerker Lysell    | Мартин Хубман                | параметры дистанции |

### Женщины
| Год  | Золото                | Серебро              | Бронза                | Прим.               |
| ---- | --------------------- | -------------------- | --------------------- | ------------------- |
| 2002 | Врони Кёниг-Салми     | Элисабет Ингвальдсен | Анне Маргрете Хаускен | 2.85 км, 11 кп      |
| 2004 | Симона Ниггли-Лудер   | Йенни Юханссон       | Эмма Энгстранд        | 2.5 км, 16 кп       |
| 2006 | Симона Ниггли         | Марианне Андерсен    | Минна Кауппи          | 2.73 км, 14 кп      |
| 2008 | Анне Маргрете Хаускен | Хели Юккола          | Хелена Янссон         | 2.5 км, 14 кп       |
| 2010 | Хелена Янссон         | Симона Ниггли        | Майя Альм             | 2.8 км, 21 кп       |
| 2012 | Симона Ниггли         | Лена Элиассон        | Майя Альм             | 3.2 км, 40 м, 16 кп |
| 2014 | Judith Wyder          | Nadiya Volynska      | Julia Gross           | параметры дистанции |

## Эстафета

### Мужчины
| Год  | Золото                                                                         | Серебро                                                                         | Бронза                                                                         | Прим. |
| ---- | ------------------------------------------------------------------------------ | ------------------------------------------------------------------------------- | ------------------------------------------------------------------------------ | --- |
| 1962 | Финляндия · Аймо Тепселль · Эско Вайнио · Рольф Коскинен · Эркки Кохвакка      | Швеция · Бертиль Норман · Пер Олоф Скогум · Свен Густафссон · Хальвард Нильссон | Норвегия · Пер Кристиансен · Ола Скархольт · Кнут Берглиа · Магне Люстад       | эстафета не носила официального статуса. |
| 1964 | Финляндия · Юхани Салменкюля · Рольф Коскинен · Аймо Тепселль · Эркки Кохвакка | Норвегия · Ола Скархольт · Пер Кристиансен · Магне Люстад · Стиг Берге          | Швеция · Свен Олоф Осберг · Свен Густафссон · Бертиль Норман · Понтус Карлссон | |
| 2000 | Швейцария · Маттиас Ниггли · Кристоф Платнер · Томас Бюрер                     | Чехия · Владимир Лучан · Михал Йедличка · Рудольф Ропек                         | Швеция 2 · Фредрик Лёвегрен · Томас Асп · Йёрген Ульссон                       | |
| 2002 | Финляндия · Яни Лаканен · Паси Иконен · Матс Хальдин                           | Швеция 2 · Юхан Несман · Фредрик Лёвегрен · Эмиль Вингстедт                     | Дания · Миккель Лунд · Рене Роккер · Карстен Йоргенсен                         | |
| 2004 | Финляндия · Яркко Хуовила · Паси Иконен · Матс Хальдин                         | Дания · Крис Теркельсен · Рене Роккер · Карстен Йоргенсен                       | Швеция · Калле Далин · Юхан Модиг · Эмиль Вингстедт                            | |
| 2006 | Швеция · Никлас Юнассон · Петер Эберг · Давид Андерссон                        | Франция · Франсуа Гонон · Дамьен Ренар · Тьерри Жоржу                           | Норвегия 2 · Ларс Шесет · Карл Волер Кос · Эйстейн Кволь Эстербё               | |
| 2008 | Россия · Дмитрий Цветков · Андрей Храмов · Валентин Новиков                    | Швейцария · Батист Ролье · Матиас Мерц · Даниэль Хубман                         | Финляндия · Яркко Хуовила · Паси Иконен · Матс Хальдин                         | |
| 2010 | Швейцария · Матиас Мюллер · Фабиан Хертнер · Матиас Мерц                       | Франция · Фредерик Траншан · Филипп Адамски · Тьерри Жоржу                      | Норвегия · Хольгер Хотт · Карл Волер Кос · Олаф Лунданес                       | Официальные результаты |
| 2012 | Швейцария 2 · Мартин Хубман · Матиас Мюллер · Матиас Кубурц                    | Швеция 2 · Юнас Леандерссон · Фредрик Юнассон · Андерс Хольмберг                | Франция · Фредерик Траншан · Филипп Адамски · Франсуа Гонон                    | Официальные результаты Жоржиу получил травму и не участвовал в эстафете за Францию. Д.Хубман получил тяжёлую травму ахила на последних метрах дистанции. |
| 2014 | Швеция                                                                         | Чехия                                                                           | Франция                                                                        | |

### Женщины
| Год  | Золото                                                             | Серебро                                                              | Бронза                                                          | Прим.                                    |
| ---- | ------------------------------------------------------------------ | -------------------------------------------------------------------- | --------------------------------------------------------------- | ---------------------------------------- |
| 1962 | Швеция · Сири Лундквист · Эми Гауффин · Улла Линдквист             | Норвегия · Лиллис Хьелланн · Баббен Энгер · Марит Экерн              | Швейцария · Маргрит Томмен · Соня Баллестад · Кети фон Салис    | эстафета не носила официального статуса. |
| 1964 | Швеция · Анна-Мария Вальстен · Эйвор Стеен-Олссон · Улла Линдквист | Швейцария · Кети фон Салис · Марлис Заксер · Маргрит Томмен          | Дания · Эллен Берг · Бодиль Якобсен · Карин Агесен              |                                          |
| 2000 | Норвегия · Элисабет Ингвальдсен · Биргитта Хусебюэ · Ханне Стафф   | Швеция · Катарина Альберг · Мария Сандстрём · Йенни Юханссон         | Великобритания · Дженни Джеймс · Иветт Бейкер · Хизер Монроу    |                                          |
| 2002 | Норвегия · Элисабет Ингвальдсен · Биргитта Хусебюэ · Ханне Стафф   | Швейцария · Бригитта Вольф · Врони Кёниг-Салми · Симона Ниггли-Лудер | Литва · Гедре Воверене · Вилма Рудзенскайте · Ева Саргаутите    |                                          |
| 2004 | Швеция · Каролина А. Хёйсгорд · Йенни Юханссон · Гунилла Сверд     | Норвегия · Марианне Андерсен · Элисабет Ингвальдсен · Ханне Стафф    | Россия · Наталья Коржова · Ольга Белозёрова · Татьяна Рябкина   |                                          |
| 2006 | Финляндия · Паула Хаапакоски · Хели Юккола · Минна Кауппи          | Швейцария · Леа Мюллер · Врони Кёниг-Салми · Симона Ниггли           | Швеция · Эмма Энгстранд · Кайса Нильссон · Каролина А. Хёйсгорд |                                          |
| 2008 | Швеция · Лина Перссон · Эмма Энгстранд · Хелена Янссон             | Россия · Наталья Коржова · Юлия Новикова · Татьяна Рябкина           | Финляндия · Катри Линдеквист · Мерья Рантанен · Минна Кауппи    |                                          |
| 2010 | Швеция · Каролина А. Хёйсгорд · Лена Элиассон · Хелена Янссон      | Финляндия · Мерья Рантанен · Анни-Майя Финке · Минна Кауппи          | Швейцария · Врони Кёниг-Салми · Каролина Чейка · Симона Ниггли  | Официальные результаты                   |
| 2012 | Россия · Наталья Ефимова · Светлана Миронова · Татьяна Рябкина     | Финляндия · Sofia Haajanen · Мерья Рантанен · Минна Кауппи           | Швеция · Анника Бильстам · Lina Strand · Туве Александерссон    | Официальные результаты                   |
| 2014 | Швейцария                                                          | Швеция                                                               | Россия                                                          |                                          |